# كارل فاركاس
كارل فاركاس (بالألمانية: Karl Farkas)‏ (و. 1893 – 1971 م) هو ممثل هزلي، وكاتب، وكاتب سيناريو، وممثل مسرحي، وممثل أفلام نمساوي، ولد في فيينا، توفي في فيينا، عن عمر يناهز 78 عاماً، بسبب سرطان المعدة.

## التعليم
تعلم في جامعة الموسيقى والفنون التعبيرية في فيينا.

## وصلات خارجية
- كارل فاركاس على موقع IMDb (الإنجليزية)
- كارل فاركاس على موقع ألو سيني (الفرنسية)
- كارل فاركاس على موقع ميوزك برينز (الإنجليزية)
- كارل فاركاس على موقع أول موفي (الإنجليزية)
- كارل فاركاس على موقع قاعدة بيانات برودواي على الإنترنت (الإنجليزية)
- كارل فاركاس على موقع قاعدة بيانات الأفلام السويدية (السويدية)
- كارل فاركاس على موقع ديسكوغز (الإنجليزية)
- كارل فاركاس على موقع قاعدة بيانات الفيلم (الإنجليزية)
- كارل فاركاس على موقع كينوبويسك (الروسية)